# 友よ (長渕剛の曲)
「友よ」（ともよ）は、は、日本のシンガーソングライターである長渕剛の28枚目のシングルである。
1995年1月24日の大麻取締法違反による逮捕からの復帰第1作目としてリリースされた。
アルバム『家族』（1996年）の先行シングルであり、オリコンチャートでは最高位2位を獲得した。
テレビ朝日系テレビドラマ『炎の消防隊』（1996年）の主題歌として使用された。

## 音楽性
歌詞の内容は、子供の頃のかつての友を思い出し、現在の自分や友のおける環境を嘆いた曲である。アコースティック・ギターをメインとした正統派のフォークソングとなっている。
音楽情報サイト『CDジャーナル』では、「かつての友人をテーマにしたスロー・バラード・ナンバー。純粋で一生懸命だった昔を懐かしむと同時に、それを糧にして今を生きようと語りかける」と表記されている。

## リリース
1995年10月4日に東芝EMIのエキスプレスレーベルよりリリースされた。
1995年1月24日の大麻取締法違反による逮捕からの復帰第1作目であり、アルバム『家族』（1996年）の先行シングルとしてリリースされた。
カップリング曲の「恋というもの」は、恋愛をテーマとしたフォークソングとなっている。アルバムには未収録となった。

## 批評
| 専門評論家によるレビュー | 専門評論家によるレビュー |
| レビュー・スコア         | レビュー・スコア         |
| 出典                     | 評価                     |
| ------------------------ | ------------------------ |
| CDジャーナル             | 肯定的                   |

音楽情報サイト『CDジャーナル』では、「ライヴ会場での大合唱を想像させる曲終盤のリフレインが聴きどころ」と評されている。

## チャート成績
オリコンチャートでは最高位2位を獲得し、登場回数は7回、売り上げ枚数は31.0万枚となった。

## ライブ・パフォーマンス
本作はライブでの演奏頻度が低く、1995年のツアー「Live 95 JUST LIKE A BOY -Acoustic Road-」、1996年のツアー「TSUYOSHI NAGABUCHI LIVE'96 KAZOKU」、2007年のツアー「LADY'S NIGHT 2007 -Acoustic-」のみで演奏されている。

## メディアでの使用
テレビ朝日系木曜ドラマ『炎の消防隊』（1996年）の主題歌として使用された。このドラマは1996年4月に開始しており、シングルリリースからおよそ半年後のタイアップとなった。また、同ドラマには長渕は出演していない。

## シングル収録曲
| 全作詞・作曲: 長渕剛。 |                                  |           |            |                  |      |
| #                      | タイトル                         | 作詞      | 作曲・編曲 | 編曲             | 時間 |
| 1.                     | 「友よ」                         | 長渕剛    | 長渕剛     | 瀬尾一三、長渕剛 | 6:16 |
| 2.                     | 「恋というもの」                 | 長渕剛    | 長渕剛     | 笛吹利明         | 6:13 |
| 3.                     | 「友よ（オリジナル・カラオケ）」 | 長渕剛    | 長渕剛     |                  | 6:16 |
| 合計時間:              | 合計時間:                        | 合計時間: | 18:45      |                  |      |

## 収録作品
スタジオ音源
- 『家族』（1996年）
- 『SINGLES Vol.3 (1988〜1996)』（1997年）

ライブ音源
- 『LIVE COMPLETE '95〜96』（1996年） - 1995年12月16日の大阪城ホール公演から収録。